# SS La Romagne
SS La Romagne (Stella Sport La Romagne Tenis de Table) – francuski klub tenisa stołowego. 
Klub powstał w 1958 r. Często nazywany jest La Romagne.

## Skład klubu
- Dorin Vasile Calus
- Chen Tianyuan
- Brice Ollivier
- Armand Phung